# Desmia extrema
Desmia extrema is een vlinder uit de familie van de grasmotten (Crambidae), uit de onderfamilie van de Spilomelinae. De wetenschappelijke naam van deze soort is voor het eerst voorgesteld als Arna extrema door Francis Walker in een publicatie uit 1856.
De soort komt voor in Honduras en Brazilië.